# Campeonato Europeu de Patinação Artística no Gelo de 1968
O Campeonato Europeu de Patinação Artística no Gelo de 1968 foi a sexagésima edição do Campeonato Europeu de Patinação Artística no Gelo, um evento anual de patinação artística no gelo organizado pela União Internacional de Patinação (em inglês:  International Skating Union) onde os patinadores artísticos competem pelo título de campeão europeu. A competição foi disputada entre os dias 23 de janeiro e 27 de janeiro, na cidade de Västerås, Suécia.

## Eventos
- Individual masculino
- Individual feminino
- Duplas
- Dança no gelo

## Medalhistas
| Evento                        | Ouro                                                   | Prata                                             | Bronze                                                        |
| Individual masculino detalhes | Emmerich Danzer · Áustria                              | Wolfgang Schwarz · Áustria                        | Ondrej Nepela · Tchecoslováquia                               |
| Individual feminino detalhes  | Hana Mašková · Tchecoslováquia                         | Gabriele Seyfert · Alemanha Oriental              | Beatrix Schuba · Áustria                                      |
| Duplas detalhes               | Liudmila Belousova · Oleg Protopopov · União Soviética | Tamara Moskvina · Alexei Mishin · União Soviética | Heidemarie Steiner · Heinz-Ulrich Walther · Alemanha Oriental |
| Dança no gelo detalhes        | Diane Towler · Bernard Ford · Reino Unido              | Yvonne Suddick · Malcolm Cannon · Reino Unido     | Janet Sawbridge · Jon Lane · Reino Unido                      |

## Resultados

### Individual masculino
| Pos.              | Nome                | Nacionalidade      |
| ----------------- | ------------------- | ------------------ |
| Medalha de ouro   | Emmerich Danzer     | Áustria            |
| Medalha de prata  | Wolfgang Schwarz    | Áustria            |
| Medalha de bronze | Ondrej Nepela       | Tchecoslováquia    |
| 4                 | Patrick Péra        | França             |
| 5                 | Sergei Chetverukhin | União Soviética    |
| 6                 | Peter Krick         | Alemanha Ocidental |
| 7                 | Marian Filc         | Tchecoslováquia    |
| 8                 | Günter Zöller       | Alemanha Oriental  |
| 9                 | Philippe Pélissier  | França             |
| 10                | Vladimir Kurenbin   | União Soviética    |
| 11                | Giordano Abbondati  | Itália             |
| 12                | Sergei Volkov       | União Soviética    |
| 13                | Michael Williams    | Reino Unido        |
| 14                | Jürgen Eberwein     | Alemanha Ocidental |
| 15                | Günter Anderl       | Áustria            |
| 16                | Jacques Mrozek      | França             |
| 17                | Zdzisław Pieńkowski | Polônia            |
| 18                | Zoltán Horváth      | Hungria            |
| 19                | Daniel Höner        | Suíça              |
| 20                | Thomas Callerud     | Suécia             |
| 21                | Jan Hoffmann        | Alemanha Oriental  |
| 22                | Arnoud Hendriks     | Países Baixos      |
| 23                | Erik Skjold         | Noruega            |

### Individual feminino
| Pos.              | Nome                  | Nacionalidade      |
| ----------------- | --------------------- | ------------------ |
| Medalha de ouro   | Hana Mašková          | Tchecoslováquia    |
| Medalha de prata  | Gabriele Seyfert      | Alemanha Oriental  |
| Medalha de bronze | Beatrix Schuba        | Áustria            |
| 4                 | Zsuzsa Almássy        | Hungria            |
| 5                 | Sally-Anne Stapleford | Reino Unido        |
| 6                 | Elena Shcheglova      | União Soviética    |
| 7                 | Elisabeth Nestler     | Áustria            |
| 8                 | Monika Feldmann       | Alemanha Ocidental |
| 9                 | Patricia Ann Dodd     | Reino Unido        |
| 10                | Petra Ruhrmann        | Alemanha Ocidental |
| 11                | Elisabeth Mikula      | Áustria            |
| 12                | Galina Grzhibovskaya  | União Soviética    |
| 13                | Marie Vichova         | Itália             |
| 14                | Martina Clausner      | Alemanha Oriental  |
| 15                | Charlotte Walter      | Suíça              |
| 16                | Frances Waghorn       | Reino Unido        |
| 17                | Sonja Morgenstern     | Alemanha Oriental  |
| 18                | Rita Trapanese        | Itália             |
| 19                | Sylvaine Duban        | França             |
| 20                | Anneke Heydt          | Países Baixos      |
| 21                | Elena Mois            | Romênia            |
| 22                | Tone Merete Øien      | Noruega            |
| 23                | Eva Hermansson        | Suécia             |
| 24                | Jette Vad             | Dinamarca          |
| 25                | Dunja Vujcic          | Iugoslávia         |

### Duplas
| Pos.              | Nome                                      | Nacionalidade      |
| ----------------- | ----------------------------------------- | ------------------ |
| Medalha de ouro   | Liudmila Belousova / Oleg Protopopov      | União Soviética    |
| Medalha de prata  | Tamara Moskvina / Alexei Mishin           | União Soviética    |
| Medalha de bronze | Heidemarie Steiner / Heinz-Ulrich Walther | Alemanha Oriental  |
| 4                 | Margot Glockshuber / Wolfgang Danne       | Alemanha Ocidental |
| 5                 | Irina Rodnina / Alexei Ulanov             | União Soviética    |
| 6                 | Gudrun Hauss / Walter Häfner              | Alemanha Ocidental |
| 7                 | Irene Müller / Hans-Georg Dallmer         | Alemanha Oriental  |
| 8                 | Liana Drahova / Peter Bartosiewicz        | Tchecoslováquia    |
| 9                 | Marianne Streifler / Herbert Wiesinger    | Alemanha Ocidental |
| 10                | Brigitte Weise / Michael Brychy           | Alemanha Oriental  |
| 11                | Bohunka Sramkova / Jan Sramek             | Tchecoslováquia    |
| 12                | Evelyne Schneider / Wilhelm Bietak        | Áustria            |
| 13                | Linda Bernard / Raymond Wilson            | Reino Unido        |
| 14                | Mona Szabo / Peter Szabo                  | Suíça              |
| 15                | Janina Poremska / Piotr Sczypa            | Polônia            |
| 16                | Edith Sperl / Heinz Wirz                  | Suíça              |
| 17                | Barbka Senk / Mitja Sketa                 | Iugoslávia         |
| 18                | Fabienne Etlensperger / Jean-Roland Racle | França             |
| 19                | Grażyna Osmańska / Adam Brodecki          | Polônia            |
| 20                | Bjerke Magnussen / Erik Grunert           | Noruega            |

### Dança no gelo
| Pos.              | Nome                                    | Nacionalidade      |
| ----------------- | --------------------------------------- | ------------------ |
| Medalha de ouro   | Diane Towler / Bernard Ford             | Reino Unido        |
| Medalha de prata  | Yvonne Suddick / Malcolm Cannon         | Reino Unido        |
| Medalha de bronze | Janet Sawbridge / Jon Lane              | Reino Unido        |
| 4                 | Irina Grishkova / Viktor Ryzhkin        | União Soviética    |
| 5                 | Liudmila Pakhomova / Alexander Gorshkov | União Soviética    |
| 6                 | Angelika Buck / Erich Buck              | Alemanha Ocidental |
| 7                 | Annerose Baier / Eberhard Rüger         | Alemanha Ocidental |
| 8                 | Edit Mató / Karoly Csanády              | Hungria            |
| 9                 | Milena Tumova / Josef Pesek             | Tchecoslováquia    |
| 10                | Dana Novotna / Jaromír Holan            | Tchecoslováquia    |
| 11                | Susanna Carpani / Sergei Pirelli        | Itália             |
| 12                | Ilona Berecz / István Sugár             | Hungria            |
| 13                | Claude Couste / Jean-Pierre Noullet     | França             |
| 14                | Pascale Aynes / Pascal Germe            | França             |
| 15                | Steffi Bohme / Bernd Egert              | Alemanha Oriental  |
| 16                | Teresa Weyna / Pietr Bojańczyk          | Polônia            |
| 17                | Edeltrud Rutty / Joachim Iglowstein     | Alemanha Ocidental |

## Quadro de medalhas
| Ordem | País              | Medalha de ouro | Medalha de prata | Medalha de bronze |    | Ordem por total |
| ----- | ----------------- | --------------- | ---------------- | ----------------- | -- | --------------- |
| 1     | Áustria           | 1               | 1                | 1                 | 3  | 1               |
| 1     | Reino Unido       | 1               | 1                | 1                 | 3  | 1               |
| 3     | União Soviética   | 1               | 1                |                   | 2  | 3               |
| 4     | Tchecoslováquia   | 1               |                  | 1                 | 2  | 3               |
| 5     | Alemanha Oriental |                 | 1                | 1                 | 2  | 3               |
| TOTAL | TOTAL             | 4               | 4                | 4                 | 12 | —               |